# Detlev Grabs
Detlev Grabs (n. 29 octombrie 1960, Berlin, RDG) este un înotător german, medaliat olimpic. A participat la o ediție a Jocurilor Olimpice (1980) în care a câștigat o medalie de argint.